# Ortigosa de Pestaño
Ortigosa de Pestaño – gmina w Hiszpanii, w prowincji Segowia, w Kastylii i León, o powierzchni 8,4 km². W 2011 roku gmina liczyła 100 mieszkańców.